# کاوش عطارد
کاوش سیارهٔ عطارد (انگلیسی: Exploration of Mercury) در بین فعالیت‌های اکتشافی دیگر سیاره‌های زمین‌سان تاکنون کم‌ترین نقش را در توجه فضایی جهانی داشته‌است. از این سیاره اطلاعات کاوش شدهٔ کمتری در دست است. تا سال ۲۰۱۵، مأموریت‌های مارینر ۱۰ و مسنجر تنها ماموریت‌هایی بوده‌اند که بررسی‌های دقیقی از عطارد انجام داده‌اند. پیش از ورود به مدار عطارد کاوشگر مسنجر انجام سه پرواز کناری در برنامه داشت. سومین مأموریت بررسی عطارد؛ بپی‌کلمبو، مأموریت مشترک بین آژانس کاوش‌های هوافضای ژاپن (JAXA) و آژانس فضایی اروپا، شامل دو کاوشگر است. هدف کاوشگرهای مسنجر و بپی‌کلمبو جمع‌آوری داده‌های تکمیلی است تا به دانشمندان در درک بسیاری از اسرار مطالب کشف شده توسط پروازهای کناری مارینر ۱۰ کمک کند.
در مقایسه با دیگر سیاره‌ها، کاوش عطارد دشوار است. سرعت لازم برای رسیدن به آن نسبتاً زیاد است و نزدیکی آن به خورشید انجام مانور فضاپیما برای قرارگرفتن در مدار پایدار را در اطراف آن، مشکل می‌کند. مسنجر نخستین کاوشگری بود که به دور عطارد چرخید.

## پیشینه

### علاقه به بررسی
عطارد مورد توجه اصلی چندانی در برنامه‌های فضایی نبوده‌است. از آنجا که این سیاره بسیار نزدیک به خورشید است و در محور خود بسیار آهسته می‌چرخد، دمای سطح آن از ۴۲۷ درجه سانتیگراد (۸۰۱ درجه فارنهایت) تا ۱۷۳ درجه سانتیگراد (-۲۷۹ درجه فارنهایت) متغیر است. توجه کنونی به عطارد از داده‌های غیرمنتظره توسط مارینر ۱۰ سرچشمه می‌گیرد. پیش از مارینر ۱۰، اخترشناسان بر این باور بودند که این سیاره به سادگی در مدار یک مدار بیضوی به دور خورشید می‌چرخد. این سیاره از طریق تلسکوپ‌های زمینی رصد شده‌بود و مارینر ۱۰ داده‌هایی را ارائه کرد که بسیاری از آن برداشت‌ها را روشن‌تر می‌ساخت یا با برخی از آنها مغایرت داشت.
تاکنون، هدف تعداد کمی از مأموریت‌ها عطارد بوده‌است زیرا دستیابی به یک مدار ماهواره گرداگرد آن کره بسیار دشوار است: سرعت گردش عطارد به دور خورشید بسیار سریع است (بین ۲۴٫۲۵ مایل در ثانیه (۳۹٫۰۳ کیلومتر در ثانیه) و ۳۰ مایل در ثانیه (۴۸ کیلومتر بر ثانیه)، بنابراین فضاپیماها برای رسیدن به آن باید بسیار سریع حرکت کنند. نزدیکی عطارد به خورشید به این معنی است که فضاپیماها با کشش گرانشی خورشید بازهم به شتاب حتی بیشتری نیاز دارند و از طرفی برای کاهش سرعت درج مداری نیاز به هزینه کردن سوخت قابل توجهی هستند. نبودن اتمسفر در عطارد هم چالش‌های بیشتری ایجاد می‌کند زیرا امکان استفاده از ترمزگیری هوایی وجود ندارد، بنابراین مأموریت فرود نیاز به سوخت بیشتری دارد.

## مأموریت‌ها

### مأموریت‌های در حال انجام
در این مأموریت به عطارد دو ماهوارهٔ مدارگرد شرکت دارند: یکی «مدارگرد سیاره‌ای عطارد» (the Mercury Planetary Orbiter) با کوتاه‌شده (MPO) و دیگری «مدارگرد مگنتوسفری عطارد» (Mercury Magnetospheric Orbiter) یا (MMO). هر مدارگرد هدف‌هایی متفاوت و روشن دارد: (MPO) تصویرهایی را در چندین طول موج برای نقشه‌برداری از سطح و ترکیب خارجی کرهٔ عطارد تهیه کند، و هدف Mio بررسی مگنتوسفر عطارد است. آژانس فضایی اروپا و آژانس کاوش‌های هوافضای ژاپن در مأموریت مشترک بپی‌کلمبو همکاری دارند و هر دو یکی از دو مدارگرد را ارائه کرده‌است: «ESA MPO» و «JAXA Mio» را ارائه کردند. مأموریت بپی‌کلمبو تلاش خواهد کرد تا اطلاعات کافی برای پاسخ به این پرسش‌ها را فراهم کند:
1. در بارهٔ شکل‌گیری سحابی خورشیدی و سامانه سیاره‌ای از عطارد چه می‌توان آموخت؟
2. چرا عطارد چگالی طبیعی بسیار بالاتری از دیگر سیاره‌های زمین‌سان و ماه است؟
3. هسته عطارد مایع یا جامد است؟
4. از دیدگاه زمین‌ساختی آیا عطارد امروزه یک سیارهٔ فعال است؟
5. چرا سیاره‌ای به کوچکی عطارد میدان مغناطیسی ذاتی دارد در حالی که زهره، مریخ و ماه دارای چنین میدانی نیستند؟
6. چرا مشاهدات طیف‌سنجی وجود آهن را نشان نمی‌دهد، در حالی که با توجه به ویژگی‌های دیگر سیاره این عنصر باید جزء اصلی عطارد فرض شود؟
7. آیا دهانه‌های در سایهٔ دائمی در مناطق قطبی حاوی گوگرد یا یخ‌آب هستند؟
8. مکانیسم‌های تولید اگزوسفر چیست؟
9. در غیاب یونوسفر، میدان مغناطیسی چگونه با باد خورشیدی تعامل دارد؟
10. آیا محیط مغناطیسی عطارد ویژگی‌هایی مانند شفق قطبی، کمربند تابشی و طوفان مغناطیسی روی زمین دارد؟
11. از آنجا که توضیح عنوان عطارد را از دیدگاه انحنای فضا -زمان ارائه می‌دهد، آیا می‌توان از نزدیک بودن به خورشید برای آزمایش نسبیت عام به بهترین نحو استفاده کرد؟